# Imigração brasileira nas Filipinas
Os brasileiros nas Filipinas formam o décimo maior grupo de estrangeiros residentes no país, de acordo com o censo realizado em 2000 nas Filipinas.

## Negócios e emprego
Desde 2004, tem havido uma onda de modelos brasileiras que vão para as Filipinas a procura de trabalho. Muitos desses modelos são de origem japonesa. Eles se parecem um pouco como os filipinos, mas com mais "feições", que tem sido uma vantagem para eles na procura de emprego, no país. Os brasileiros são atraídos para a indústria da moda, nas Filipinas, porque, ao contrário de outros países da região, como a Tailândia e a China, o inglês é amplamente falado no país. Os fotógrafos perceberam que modelos brasileiras são menos inibidas do que suas concorrentes filipinas, e rejeitam as acusações de que raça ou etnia não tem nada a ver com suas decisões de contratação. No entanto, em muitos casos, as modelos só falam português, e limitaram o fundo educacional.
Os modelos brasileiros têm sido criticados por seus concorrentes filipinos para trabalhar com taxas baixas, em torno de 1 500 pesos para um show, em comparação com as taxas típicas dos filipinos que é de 
5 000 a 10 000 pesos por show. A Associação Profissional de Modelos das Filipinas (PMAP, em sua sigla em inglês) tem sido particularmente crítica do afluxo de modelos brasileiras. No entanto, os próprios atores brasileiros respondem que há muitos trabalhadores filipinos no exterior, em diversos países ao redor do mundo, incluindo o Brasil, e eles não têm nenhum desejo de deslocar talentos locais. Para trabalhar nas Filipinas, os modelos têm que obter uma autorização do Departamento de Imigração, e renová-lo a cada dois meses. Em alguns casos, os oficiais do Departamento de Imigração invadem desfiles de moda e prende os modelos que estão trabalhando ilegalmente. No entanto, a PMAP afirma que quando eles denunciaram modelos ilegais para o Departamento de Imigração, a instituição respondeu que eles tem problemas maiores para lidar, e se recusaram a investigar as denúncias. O ator Lemuel Palayo têm feito reclamações públicas sobre os modelos brasileiros, mas depois se retratou e pediu desculpas. Em novembro de 2010, Phoemela Baranda também fez declarações públicas que as Filipinas necessita de melhores leis para se proteger contra a concorrência dos modelos brasileiros, e sugeriu a imposição de impostos sobre o emprego de modelos estrangeiros. No entanto, outros atores filipinos, como Wendell Ramos, Paolo Contis, JC Tiuseco, Aljur Abrenica e Mark Herras afirmaram que eles não estão preocupados com o aumento da concorrência.

## Cultura e organizações
Há alguns missionários brasileiros nas Filipinas. A organização cristã brasileira de ação social da Pastoral da Criança tem um programa de divulgação e distribuição de alimentos em Daet, Camarines Norte. O Conselho de Representantes de Brasileiros no Exterior, uma organização da diáspora brasileira, tem tido um representante de candidato das Filipinas desde 2010: Fabiana Mesquita, natural de Santos, São Paulo, cujo marido trabalha com a Organização Mundial da Saúde que o trouxe para as Filipinas. Ela tem participado em iniciativas sociais brasileiras nas Filipinas, e tem também promovido o ensino do português para as crianças brasileiras no exterior.
Outro exemplo de influência cultural brasileira nas Filipinas é a celebração anual do Brasilipinas. Tudo começou em 2007 como uma espécie de mini-Carnaval brasileiro na Grande Manila, organizado por uma escola de capoeira local, mas também foi realizado na época do Natal. A celebração mais recente ocorreu em 2011. É normalmente realizado no Rockwell Center em Makati.

## Pessoas notáveis
- Daniel Matsunaga, modelo e ator.
- Fabio Ide, modelo e ator.[18]
- Daiana Menezes, atriz, modelo e apresentadora de televisão da GMA Network.[19]
- Priscilla Meirelles, vencedora do concurso Miss Terra de 2004.[3]
- Akihiro Sato, modelo masculino.[20]